# Austauschbau
Der Austauschbau ist ein Konzept der industriellen Produktion, wonach beliebig viele, zu verschiedenen Zeiten und an verschiedenen Orten gefertigte Teile „A“  mit beliebig vielen, ebenso gefertigten Teilen „B“ ohne Nacharbeit zusammenpassen müssen.
Dieses Konzept wurde zuerst von Honoré Blanc um 1750 angewendet. In den USA versuchte es Eli Whitney um 1800 bei der Fertigung von Musketen, was jedoch zunächst nicht gelang. Der erste Austauschbau im großen Maßstab gelang 1822 John H. Hall bei seinem Hall-Gewehr in der Harpers Ferry Armory. 1834 übernahm Simeon North aus Middletown (Connecticut) Hall’s Lehren für das Gewehr und produzierte erstmals austauschbare Teile an einer zweiten Produktionsstätte. Ein weiterer früherer Verfechter des Austauschbaus war der Brite Joseph Whitworth.
Ursprünglich wurde es im Maschinenbau angewendet, bildet aber heute die Grundlage für Großserien- und Massenfertigung aller industriellen Produkte.
Austauschbau beruht auf einem System von standardisierten Toleranzen und darauf basierenden Passungen. Diese werden bei der Konstruktion der Produkte festgelegt. Um diese einzuhalten, werden präzise Maschinen und Werkzeuge eingesetzt. Außerdem sind Messwerkzeuge und Lehren nötig, mit denen die Einhaltung der Vorgaben bei der Fertigung kontrolliert und danach in der Qualitätskontrolle nachgeprüft wird.
Unterstützt wird das Prinzip durch den Einsatz möglichst vieler, auch in Massenfertigung produzierter Normteile mit ebenfalls tolerierten Abmessungen, wie Schrauben, Stiften u. a (Maschinenelemente).
Austauschbau ist das wesentlichste Instrument, das Arbeitsteilung und Spezialisierung in der Industrie ermöglicht hat. Ohne dieses Prinzip und die damit verbundene Massenfertigung wäre die Produktion von komplexen Maschinen, Geräten, Fahrzeugen u. a. ökonomisch nicht durchführbar.